# Istmina
Istmina é um município da Colômbia, localizado no departamento de Chocó.